# Landesregierung Wallnöfer II
Die Landesregierung Wallnöfer II bildete die Tiroler Landesregierung während der VI. Gesetzgebungsperiode unter Landeshauptmann Eduard Wallnöfer zwischen dem 2. November 1965 und dem 20. Oktober 1970.
Die Österreichische Volkspartei (ÖVP) hatte bei der Landtagswahl 1965 wie bei den vorangegangenen Wahlen den Anspruch auf sechs von acht Regierungssitze erworben, darunten den Landeshauptmann, einen Landeshauptmann-Stellvertreter und vier Landesräte. Auch die Sozialdemokratische Partei Österreichs (SPÖ) war auf Grund des Proporzsystems mit einem Landeshauptmann-Stellvertreter in der Landesregierung vertreten, zudem stellte die SPÖ einen Landesrat. Gegenüber der Vorgängerregierung Landesregierung Wallnöfer I war es in zwei Positionen zu Änderungen gekommen. Während der ehemalige Landeshauptmann-Stellvertreter Hans Gamper (ÖVP) nicht mehr der Regierung angehörte, rückte Fritz Prior (ÖVP) neu in dieses Amt in die Regierung nach. Zudem gehörte Landesrat Hermann Scheidle (ÖVP) nicht mehr der Regierung an. Für ihn wurde Karl Erlacher (ÖVP) neu in die Regierung berufen. Während der Amtszeit der Landesregierung Wallnöfer II kam es hingegen zu keinen Personalveränderungen.
Während Landeshauptmann Wallnöfer mit 35 der 36 möglichen Stimmen gewählt wurde, erfolgte die Wahl der übrigen Regierungsmitglieder nach dem Verhältniswahlrecht durch die schriftliche Nominierung der Regierungsmitglieder durch die zwei Landtagsklubs von ÖVP und SPÖ.

## Regierungsmitglieder
| Amt                                    | Name                | Partei | Geschäftsfelder |
| -------------------------------------- | ------------------- | ------ | --------------- |
| Landeshauptmann                        | Eduard Wallnöfer    | ÖVP    |                 |
| Erster Landeshauptmann-Stellvertreter  | Fritz Prior         | ÖVP    |                 |
| Zweiter Landeshauptmann-Stellvertreter | Karl Kunst          | SPÖ    |                 |
| Landesrat                              | Karl Erlacher       | ÖVP    |                 |
| Landesrat                              | Robert Lackner      | ÖVP    |                 |
| Landesrat                              | Adolf Troppmair     | ÖVP    |                 |
| Landesrat                              | Reinhold Unterweger | ÖVP    |                 |
| Landesrat                              | Rupert Zechtl       | SPÖ    |                 |